# Brassavola filifolia
Brassavola filifolia är en orkidéart som beskrevs av Jean Jules Linden. Brassavola filifolia ingår i släktet Brassavola och familjen orkidéer.
Artens utbredningsområde är Colombia. Inga underarter finns listade i Catalogue of Life.